# Giacomo Accarisi
Giacomo Accarisi, né en 1599 à Bologne et mort le 11 mai 1653 à Vico del Gargano, est un évêque et philosophe italien.

## Biographie
Né a Bologne, Giacomo Accarisi professe la rhétorique à Mantoue, et meurt étant évêque de Vieste (en), en 1654.

## Œuvres
On a publié de lui un volume de discours latins sur des sujets de piété. Avant d’expliquer à Rome, en 1656, le livre d’Aristote De Cœlo, il soutint dans un discours, par des arguments théologiques et philosophiques, l’immobilité de la terre et le mouvement du soleil autour d’elle, Terræ quies, solisque motus demonstratus primum theologicis, tum pluribus philosophicis rationibus ; disputatio Jacobi Accarisi, etc., Rome, 1736, in-4°. Plusieurs dissertations et autres ouvrages du même auteur sont restés manuscrits, entre autres :
- De natalibus Virgilii ;
- De conscribenda tragœdia ;
- Historia rerum gestarum a sacra congregatione de fide propagande, etc., duobus annis 1630, 1631 ;
- Epistolæ latinæ ;
- La Guerre de Flandre, du cardinal Bentivoglio, traduite en latin.